# Flagge Preußens
Die Flagge Preußens existierte in zwei Varianten. Die Landesflagge bestand seit 1701 aus zwei gleich breiten Querstreifen in den Landesfarben Schwarz und Weiß. Die Dienstflagge bestand seit 1892 aus zwei schmalen äußeren, schwarzen Querstreifen und einem breiten inneren, weißen Querstreifen mit aufgelegten schwarzen Adler.

## Geschichte

Dienstflagge Preußens (1701)

Dienstflagge Preußens (1892)

Dienstflagge Preußens (1922)

Die Farben Schwarz und Weiß als Landesfarben Preußens sowie auch der schwarze Adler als Wappentier gehen auf den Deutschen Orden im 13. Jahrhundert zurück. So trugen schon die Ordensritter einen weißen Schild mit einem schwarzen Kreuz. Der bedeutende Hochmeister des Deutschen Ordens Hermann von Salza erhielt vom Kaiser Friedrich II. anlässlich seiner Ernennung zum Reichsfürsten in der Goldenen Bulle von Rimini den schwarzen Reichsadler als Gnadenzeichen verliehen und führte ihn in einem weißen Schild. Daraus sollte dann das preußische Adlerwappen werden. Auch die im 17. Jahrhundert als Herrscher der Mark Brandenburg und des Herzogtums Preußens in Erscheinung tretende Dynastie der Hohenzollern, unter der die beiden Länder zu einem einheitlichen preußischen Staat zusammenwuchsen, hatte als Familienwappen bereits in mittelalterlicher Zeit einen Schild „von weiß und schwarz geviert“.
Im Zweiten Thorner Frieden von 1466 überließ Kasimir IV. von Polen dem Deutschen Orden das Gebiet östlich der Weichsel als Lehen. Das restliche Preußen wurde in Union mit den Ständen vom polnischen König regiert und Königlich Preußen genannt. Die Flagge Königlich Preußens zeigte den schwarzen, goldbewehrten Adler mit roter Zunge auf weißem Grund. Um den Hals trug der Adler eine Krone, zusätzlich hatte der Adler einen gepanzerten Arm mit einem Schwert. Dieser preußische Landesteil Polens bestand bis zur ersten polnischen Teilung im Jahre 1772. Albrecht I. von Brandenburg-Ansbach säkularisierte den Deutschen Orden und gründete 1525 im östlichen Teil des früheren Ordensstaats das Herzogtum Preußen. In seiner Flagge führte er den gleichen preußischen Adler mit Halskrone wie der polnische Landesteil, aber ohne Schwertarm, dafür mit einem goldenen „S“ auf der Brust. 1657 übernahm der Kurfürst von Brandenburg aus der Dynastie der Hohenzollern, der das Herzogtum Preußen bereits seit 1618 in Personalunion beherrschte, auch die formelle Oberhoheit vom polnischen König. Damit ging das Herzogtum im Gesamtstaat Brandenburg-Preußen auf. Die preußische Flagge mit dem schwarzen Adler wurde bis zur Erhebung des Staates zum Königreich im Jahre 1701 neben der brandenburgischen Flagge mit dem roten Adler geführt.
Die Flagge des Königreichs Preußen geht auf die Königskrönung Friedrichs III. von Brandenburg im Jahr 1701 zurück. Sie war weiß mit dem schwarzen Adler in der Mitte. Seine Brust zierte das Monogramm FR, was für „Fridericus Rex“ (König Friedrich) stand. Zwischen 1750 und 1892 wurde das Design in den Details – Königskrone, Reichsapfel, Zepter, Schwert und Monogramm – immer wieder geringfügig verändert. Die verschiedenen Provinzen, in die das Königreich Preußen ab 1774 eingeteilt wurde, verfügten über jeweils eigene Flaggen und Wappen, die neben den preußischen als Landeskennzeichen geführt wurden. Dabei entsprachen Flagge und Wappen der Provinz Ostpreußen denen Gesamtpreußens. Im Wappen der Provinz Westpreußen lebte das alte Wappen des 1772 annektierten Königlich Preußens fort. Im Jahr 1892 erhielt Preußen, zu diesem Zeitpunkt bereits Teil des Deutschen Kaiserreichs, seine letzte Flagge mit zwei schmalen schwarzen äußeren Streifen, einem breiten weißen inneren Streifen, und einem prächtigeren schwarzen Adler. Dieser war gold bewehrt und bekrönt, trug das Monogramm „FR“ auf der Brust und hielt die Insignien Zepter und Reichsapfel in den Fängen.
Nach dem Fall der Monarchie im November 1918 erhielt Preußen am 30. November 1920 eine republikanische Verfassung. Sie legte in Art. 1 Abs. 2 lediglich das Führen der schwarz-weißen Landesflagge fest. Am 24. Februar 1922 nahm der parlamentarisch-demokratische Freistaat Preußen die neue Dienstflagge an. Sie zeigte das am 11. Juli 1921 eingeführte, republikanische Wappen Preußens, den „einköpfigen, fliegenden schwarzen Adler [...], den Kopf vom Beschauer nach rechts gewendet, den geschlossenen Schnabel und die Fänge von goldener Farbe“, auf einem breiten weißen Querstreifen zwischen zwei schmalen schwarzen Querstreifen.
Im Dezember 1933 nach der Machtergreifung der Nationalsozialisten wurde sie durch eine kurzlebige Version ersetzt, deren Adler im rechten Fang ein silbernes Schwert und im linken zwei goldene Blitze und auf der Brust ein silbernes Hakenkreuz trug und über dessen Kopf ein Banner den preußischen Wahlspruch „Gott mit uns“ zeigte. Diese Flagge wurde bereits 1935 nach der Gleichschaltung der Länder und der Aufteilung in Gaue abgeschafft.

## Sonstiges
In der ersten und bekanntesten Strophe des so genannten Preußenlieds, der inoffiziellen Nationalhymne Preußens im 19. und 20. Jahrhundert, wird die schwarz-weiße Landesfahne Preußens sinnfällig besungen:
Ich bin ein Preuße, kennt ihr meine Farben?
Die Fahne schwebt mir weiß und schwarz voran!
Daß für die Freiheit meine Väter starben,
Das deuten, merkt es, meine Farben an.
Text: Bernhard Thiersch, 1830
Noch heute gelten die Farben Schwarz und Weiß vielfach als Kennzeichen Deutschlands. So bestreiten in vielen Sportarten die deutschen Auswahlen ihre Heimspiele in weißen Trikots und schwarzen Hosen, den Farben Preußens.
Während der Lepsius-Expedition wurde auf der Cheops-Pyramide 1842 die preußische Flagge gehisst.
Ab 1871 ergab die schwarz-weiße (Landes-)Flagge Preußens in Kombination mit der weiß-roten Flagge der Hanse die schwarz-weiß-rote Flagge des Deutschen Kaiserreiches.